# Melamphaes longivelis
Melamphaes longivelis is een straalvinnige vissensoort uit de familie van grootschubvissen (Melamphaidae). De wetenschappelijke naam van de soort is voor het eerst geldig gepubliceerd in 1933 door Parr.